# 志貴野廃寺跡
志貴野廃寺跡（しきのはいじあと）は、愛知県西尾市志貴野町宮前に所在する奈良時代の古代寺院跡。安城市の寺領廃寺と密接な関係があったと推定される。

## 概要
志貴野廃寺は、奈良時代に創建された古代寺院である。広範囲から古代瓦が採集され、礎石と推定される石材も確認されているが、正式な発掘調査は実施されていない。現在、畑や宅地となっており、遺構の大部分は未調査となっているが、寺跡の南にあり、瓦の供給元と考えられる大郷瓦窯跡からは、寺領廃寺と同笵関係にある軒丸瓦も出土している。

## 歴史

### 創建背景
7世紀後半に寺領廃寺が創建され、続いて志貴野廃寺が整備されたと推定される。瓦は、南約200mにある大郷瓦窯跡で生産された瓦が使用されていたものと考えられる。

## 遺構と出土品

### 確認されている遺物
- 礎石と思われる石や古代瓦が採集されたが、伽藍構造などについては不明[2][3][3]。

### 関連遺跡
| 遺跡名     | 所在地         | 関係性                     |
| ---------- | -------------- | -------------------------- |
| 大郷瓦窯跡 | 西尾市小島町   | 南側にあり瓦供給源と推定   |
| 古新田遺跡 | 西尾市志貴野町 | 北側に近接する古代集落遺跡 |
| 寺領廃寺   | 安城市寺領町   | 同笵瓦を使用していたと推定 |